# Paimas
Paimas es un pueblo peruano, capital del distrito homónimo perteneciente a la provincia de Ayabaca del departamento de Piura, al norte del Perú. 

## Ubicación
Paimas se ubica al oeste de la provincia de Ayabaca, en el distrito de Paimas, en el departamento de Piura.

## Demografía
En 2017 Paimas tenía una población de 2391 habitantes.
| Gráfica de evolución demográfica de Paimas entre 1993 y 2017 |
|                                                              |
| Fuentes: Población 1993 y 2017                               |